# Anartodes rangnovi
Anartodes rangnovi är en fjärilsart som beskrevs av Rudolf Püngeler 1908. Anartodes rangnovi ingår i släktet Anartodes och familjen nattflyn. Inga underarter finns listade i Catalogue of Life.